# Penetes pamphanis
Genre
Espèce
Penetes pamphanis est une espèce de lépidoptères (papillons) brésiliens de la famille des Nymphalidae et de la sous-famille des Morphinae. Elle est l'unique représentante du genre monotypique Penetes.

## Morphologie
L'imago de Penetes pamphanis est un papillon de grande taille, brun avec des taches rose orangé aux ailes antérieures.

## Répartition
Penetes pamphanis se rencontre dans le Sud-Est du Brésil, notamment dans les états de Minas Gerais, Rio Grande do Sul et Santa Catarina.

## Systématique
Penetes pamphanis est l'espèce type du genre monotypique Penetes.
Les descriptions simultanées du genre et de l'espèce sont attribuées à l'entomologiste anglais Edward Doubleday, au titre d'une illustration publiée en 1849,. Le texte descriptif correspondant a été préparé par Westwood après la mort de Doubleday et publié en 1851.

#### Pour le genre
- (en) Natural History Museum.
- (en) FUNET Tree of Life : Penetes  (consulté le 31 décembre 2020)
- (en) BioLib : Penetes Doubleday, 1849 (consulté le 31 décembre 2020)
- (en) NCBI : Penetes (taxons inclus) (consulté le 31 décembre 2020)

#### Pour l'espèce
- (en) Butterflies of America.
- (en) BioLib : Penetes pamphanis Doubleday, 1849 (consulté le 31 décembre 2020)
- (en) NCBI : Penetes pamphanis Doubleday, 1849 (taxons inclus) (consulté le 31 décembre 2020)
- (en) Tree of Life Web Project : Penetes pamphanis (consulté le 31 décembre 2020)